# Fire de tort
Fire de tort este o un volum de poezii de George Coșbuc publicat în 1896. Este format din două părți: Din viață și Din poveste. Este al doilea volum de poezii al lui Coșbuc după Balade și idile (apărut cu 3 ani în urmă). La sfârșitul volumului Fire de tort poetul încearcă să se apere, prin scrierea unor note, împotriva atacurilor provocate de apariția primului său volum.
Din viață
- Bradul
- Cântec (A venit un lup din crâng)
- Decebal cătră popor
- Din adâncimi
- Doina
- Dragoste învrăjbită
- Fata mamei
- Flăcări potolite
- Fragment (În vale văd căscioara cu streșină de brad)
- Hafis
- Iarna pe uliță
- Ispita
- În miezul verii
- La paști
- Lupta vieții
- Mama
- Minciuna creștinilor
- Nebunul
- Noapte de vară
- Noi vrem pământ!
- Pe deal
- Prutul
- Roata morii
- Scara
- Seara
- Sub patrafir
- Ștefăniță-Vodă
- Un cântec barbar
- Unul ca o sută
- Vântoasele
- Voichița lui Ștefan

Din poveste
- Bordei sărac
- Cetatea Neamțului
- Colindătorii
- Concertul primăverii
- Cuscrii
- Dintr-o poveste
- Drumul iubirii
- Floarea-soarelui și macul
- Furtuna primăverii
- Groparul
- Ideal
- În muzeu
- În șanțuri
- Legenda rândunelei
- Muntele Rătezat
- O noapte pe Caraiman
- O poveste veselă
- Primăvara
- Prin Mehadia
- Șarpele-n inimă
- Ștrengarul văilor
- Tricolorul
- Umbră
- Voci din public